# Ash Wednesday (poema)
(Thomas Stearns Eliot, Ash Wednesday)
Ash Wednesday (Mercoledì delle ceneri) è un'opera in versi di Thomas Stearns Eliot. Composta a Londra tra il 1927 e il 1930, rientra nella seconda fase della produzione artistica eliotiana, quella coincidente con la conversione all'anglicanesimo e caratterizzata dall'ispirazione religiosa e da accenni di speranza dopo la prima fase pessimista.
Particolarmente noto è il suo verso iniziale, ripetuto varie volte nel poema, «Because I do not hope to turn again», richiamo testuale alla ballata di Guido Cavalcanti intitolata Perch'i' no spero di tornar giammai. I tre leopardi bianchi della seconda parte sono considerati invece come una reminiscenza dantesca; non a caso, quindi, il titolo originale della sezione era Som de l'escalina, parole pronunciate da Arnaldo Daniello nella Divina Commedia (Purgatorio, XXVI, 146). L'ultima parte, riprendendo anch'essa il verso cavalcantiano, indica «il tempo della tensione tra il morire e il nascere», con immagini evocative di rocce e alberi che legano l'uomo al mondo:
(Thomas Stearns Eliot, Ash Wednesday)

## Edizione italiana
L'edizione italiana di Ash Wednesday è contenuta in: Thomas Stearns Eliot, Opere (a cura di Roberto Sanesi), Milano, Bompiani, 1992, pp. 885–911 (e note alle pp. 1628–1629).